# Dasineura amaramanjarae
Dasineura amaramanjarae är en tvåvingeart som beskrevs av Grover 1965. Dasineura amaramanjarae ingår i släktet Dasineura och familjen gallmyggor. Inga underarter finns listade i Catalogue of Life.